# أنتينيانو
أنتينيانو (بالإيطالية: Antignano)‏ هي بلدة وبلدية في مقاطعة أستي في إقليم بييمونتي في الإيطالي.

## السكان
تطور النمو السكاني لـ أنتينيانو